# Booby Island
Booby Island – mała granitowa wysepka, położona ok. 5 km na południe od wyspy Aride i 5 km na północny zachód od wyspy Curieuse, na Oceanie Indyjskim, w grupie Wysp Wewnętrznych w Republice Seszeli.
Nazwa wyspy pochodzi od głuptaków (ang. boobies), które występują licznie na wyspie i tam budują swoje gniazda. Wyspa w środkowej części porośnięta jest lasem, niezamieszkana.